# Pere i el llop
Pere i el llop és un conte musical per a nens compost per Serguei Prokófiev el 1936 basat en la faula d'Isop El pastor mentider.
El 1935 havia retornat Prokófiev a la Unió Soviètica, després de quasi dues dècades de la seva vida a l'oest dels Estats Units i França. Malgrat que feia temps que havia passat l'època de la revolució cultural, encara el 1936 sofrí per primera vegada Xostakóvitx violentes represàlies.
Prokófiev amb un sentit acomodatiu evidentment major, s'inclinà, una vegada en el seu país, vers un gènere de tant rica tradició nacional com el ballet d'acció amb Romeu i Julieta (1935-36) i, com per a evitar complicacions, en la música per infants.
| « | L'estiu de 1935 vaig compondre al mateix temps que Romeu i Julieta, algunes peces fàcils per nens, en les que es despertà la meva antiga predilecció per la sonatina i què, al meu parer, assoliren un perfecte sentit de la innocència... Jo vivia llavors a Poljonovo en una caseta aïllada amb un balcó que donava al riu Oka, i que cada nit podia entusiasmar-me amb el periple de la lluna sobre els camps i prats. Hi havia una evident necessitat de música infantil, i en la primavera de 1936 vaig encetar un conte per nens: Pere i el llop, vaig escriure el text jo mateix. Cada personatge del conte tenia un leitmotiv, a càrrec sempre del mateix instrument: l'ànec era sempre interpretat pel oboè, l'avi pel fagot, l'ocell per la flauta, el gat pel clarinet, el llop per les tres trompes, Pere per les cordes i els caçadors pels timbales i el bombo. Abans de començar es presentaven els instruments als infants i es tocaven els temes. Al llarg de l'obra, els nens tornaven a escoltar repetidament aquests temes i aprenien a diferenciar el timbre dels instruments. Aquesta era la intenció didàctica del conte. El text es llegia fragment a fragment, mentre callava la música, que desproporcionadament cobrava més espai que el text. Per a mi l'important no era tant el conte, sinó la música que escoltaven els nens, per a la qual el relat constituïa tan sols un pretext. La vaig compondre ràpidament, en una setmana aproximadament. | » |

L'obra era un encàrrec del Teatre Infantil central de Moscou, amb el que Prokófiev havia contactat ja l'estiu de 1935. Natàlia Saz, la directora del teatre infantil, descrivia així la fructífera col·laboració amb Prokófiev, i l'èxit de la primera interpretació escènica el maig de 1936 en el seu teatre:
| « | Pere i el llop arribà al mateix temps a les programacions de les sales de concerts i als estudis de cinema, però l'obra assolí un èxit singular el juliol d'aquell any, quan en el mateix repartiment fou oferta a nombrosos convidats estrangers en el festival de la Seu Central dels Pioners. Acabava de retornar de l'estranger la família Prokófiev i l'obra agradà molt a la seva dona i els fills; bromejant comentà que era un regal no solament per tots els infants moscovites sinó també pels propis. | » |

I Dmitri Xostakóvitx escriví amb tot reconeixement: 
| « | Els nostre infants han d'estar especialment agraïts a Prokófiev, ja que cap altre compositor soviètic els ha dedicat tan esplèndides creacions, i per a comprovar-ho només cal citar el conte Pere i el llop. | » |